# Machine Gun (Jimi Hendrix)
Machine Gun è un brano musicale composto e registrato da Jimi Hendrix e pubblicato all'interno dell'album Band of Gypsys del 1970.

## Il brano
Si tratta di una lunga improvvisazione hard rock, nata da una jam session, che può essere vagamente definita una canzone di protesta contro la guerra del Vietnam, e forse intesa come una critica più ampia di ogni forma di conflitto. Introducendo il brano a Berkeley, Hendrix disse: «Vorrei dedicare questa canzone ai soldati che combattono a Berkeley, sapete di quali soldati parlo... , e, oh certo, anche i soldati in Vietnam... e dedicarla ad altre persone che stanno combattendo altre guerre, magari con loro stessi, non guardando in faccia la realtà». Anche se una vera e propria versione in studio della canzone non è mai stata pubblicata, esistono svariate versioni dal vivo incluse in altri album, come Live at Berkeley, Blue Wild Angel: Live at the Isle of Wight, e Voodoo Child: The Jimi Hendrix Collection.
L'esecuzione di Machine Gun presente in Band of Gypsys viene spesso definita una delle migliori performance di Hendrix alla chitarra elettrica. Questa versione dura circa 12 minuti. Gli estesi assoli di Hendrix e i riff della sezione ritmica si combinano al feedback controllato in modo da simulare i rumori di un campo di battaglia: elicotteri, bombe che cadono, esplosioni, raffiche di mitragliatrici, urla e pianti dei feriti.  Il brano si apre con un'introduzione di chitarra all'interno della quale Hendrix e Buddy Miles simulano, attraverso trentaduesimi, stoppate e rullati, il sinistro e secco crepitìo di un fucile automatico. La traccia prosegue con la parte nella quale Hendrix avviluppa la chitarra alla sua voce, con una sconvolgente fluidità e naturalezza. Quando poi si concentra sulla chitarra inizia a improvvisare un blues psichedelico alternando i vari effetti a sua disposizione, come i vari pedali, la leva del vibrato ed i pick-up. Con il passare dei minuti il frastuono diventa sempre più rumoroso, simulando le bombe, le sirene e le mitragliate dei fucili automatici dimostrando tutta la sua disapprovazione per l'uso delle armi e per la guerra stessa.

### Composizione

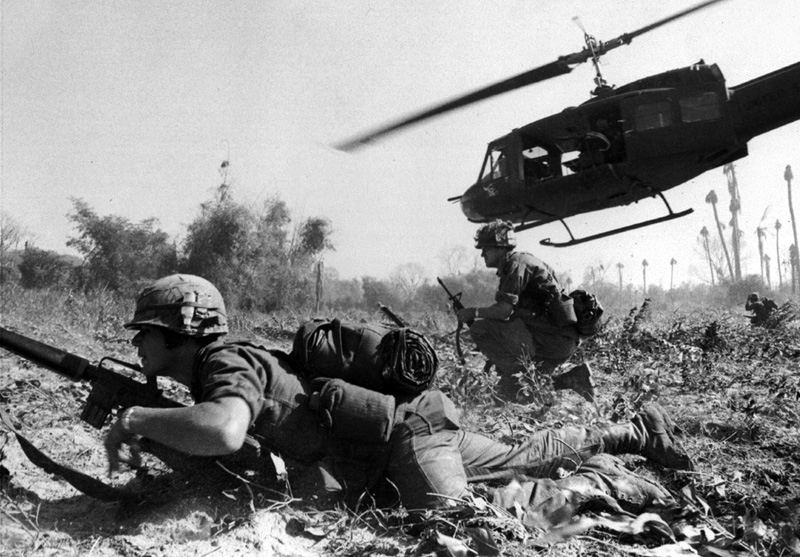
Scene di combattimento durante la guerra in Vietnam.

Machine Gun debuttò dal vivo nel settembre 1969 eseguita da Hendrix insieme al batterista Mitch Mitchell e al bassista Billy Cox. Il brano venne trasmesso nel corso del Dick Cavett Show nella settimana del 5 settembre. La maggior parte delle versioni conosciute si aggirano tra i dieci e i venti minuti di durata, con variazioni del testo. Nello specifico, le parole del testo spesso cambiavano da concerto a concerto, anche se la costante era il punto di vista di un soldato in guerra:
L'uomo malvagio vuole che ti uccida, l'uomo malvagio vuole che mi uccidi

L'uomo malvagio vuole che ti uccida, anche se siamo solo famiglie divise

Bene, prendo la mia ascia e lotterò come un contadino

Ma i tuoi proiettili ancora mi abbattono al suolo»
(Machine Gun, Jimi Hendrix)
Due versioni del pezzo appaiono nell'album Live at the Fillmore East del 1999. Una quarta è inclusa in Machine Gun: The Fillmore East First Show (2016).

### Versione inMidnight Lightning
Durante la composizione e registrazione di quello che avrebbe dovuto essere il quarto album in studio di Hendrix, Jimi iniziò una versione in studio di Machine Gun, che venne poi pesantemente editata in fase di post produzione dal produttore Alan Douglas e pubblicata nel 1975 sull'album postumo Midnight Lightning. Questa versione, ridotta a 7:30, non fu ben accolta dai fan, in quanto Douglas aveva portato in sala d'incisione dei turnisti per sovraincidere batteria, basso e persino parti di chitarra, che risultavano mancanti o di scarsa qualità sonora.

## Cover
Sul loro album del 1971 Givin' It Back, gli Isley Brothers eseguirono Machine Gun in medley con Ohio di Crosby, Stills, Nash & Young, altra canzone di protesta contro la guerra.